# Krasnosel'kupskij rajon
Il Krasnosel'kupskij rajon è un rajon (distretto) del circondario autonomo Jamalo-Nenec, nella Russia siberiana occidentale. Il centro amministrativo del distretto è il villaggio di Krasnosel'kup.